# Magalie Pottier
Magalie Pottier (Nantes, 16 de març de 1989) és una esportista francesa que competeix en ciclisme en la modalitat de BMX, guanyadora de tres medalles al Campionat del món de BMX entre els anys 2008 i 2011, i una medalla de bronze al Campionat d'Europa de BMX de 2008.
Als Jocs Europeus de Bakú de 2015 va obtenir una medalla de plata en la cursa femenina.

## Palmarès internacional
- 2007
  -  Campiona del món júnior en BMX
  -  Campiona del món júnior en BMX - Cruiser
- 2008
  -  Campiona del món en BMX
- 2012
  -  Campiona del món en BMX - Cruiser
- 2015
  - Medalla de Plata als Jocs Europeus en BMX